# حنون الكبير الأول
حنّون الكبير الأول هو سياسي وقائد عسكري قرطاجي من القرن الرابع قبل الميلاد.
اسماه المؤرخ الروماني جستن «أمير القرطاجيين». يكاد يكون من المؤكد أن اللقب لا يشير لمكانة نبيلة أو لخلفية ملكية. أطلق على منافسه سيناتوس (Suniatus) اسم potentissimus Poenorum أو «أقوى القرطاجيين» في عام 368. أتهم سنياتوس لاحقا بالخيانة العظمى لمراسلته حكام سرقوسة ويرجح أن تم إعدامه.
في عام 367 قاد حنّون العظيم أسطولًا مكونًا من 200 سفينة، وحقق انتصارًا بحريًا حاسمًا على يونانيي صقلية. أدى انتصاره إلى منع خطط ديونيسيوس الاول حاكم سرقوسة من مهاجمة مرسى علي، وهي مدينة في غرب صقلية متحالفة مع قرطاجة.
بقي حنّون الكبير الأول شخصية مؤثرة في قرطاجة طوال حوالي عشرين عامًا، ويعتقد المؤرخين انه كان أثرى أثرياء قرطاجة. في العقد الرابع من القرن الثالث قبل الميلاد خطط حنّون ليصبح الحاكم المطلق لقرطاجة. قام حنّون بـتوزيع الطعام على السكان، واستعرض قوته العسكرية بالهجوم واستغلال عبيد محليين وزعيم أمازيغي لهذا الغرض، مع أنّ هؤلاء لا يمثلون تهديدًا عسكريًا لقرطاجة. تم القبض على حنّون واتهم بالخيانة وتعرض للتعذيب حتى الموت، كما تم إعدام العديد من أفراد عائلته.
تلقى ابن حنّون جيسكو قيادة سبعين سفينة قرطاجية وطاقم من المرتزقة اليونانيين أرسلوا إلى مرسى علي، ونتج عن ذلك تفاوض قرطاج على السلام مع تيموليون السرقوسي. سجل التاريخ مكانة عائلة حنّون ونفوذها في قرطاج. يعتقد ان حنّون هو أحد أسلاف حنّون الثاني الكبير.

## استشهادات
1. ↑  مذكور في: The life and death of Carthage. A survey of Punic history and culture from its birth to the final tragedy. المُؤَلِّف: Gilbert Charles-Picard. الناشر: Sidgwick & Jackson. لغة العمل أو لغة الاسم: الإنجليزية. تاريخ النشر: 1968.
2. 1 2  Thomas Lenschau (1912). "Hanno 3 (Pauly-Wissowa)". Pauly-Wissowa vol. VII,2 (بالألمانية).
3. ↑  The numeral comes from Charles-Picard and Picard, Life and Death of Carthage.
4. ↑  Huss, Geschichte, 565.
5. ↑  Charles-Picard and Picard, Life and Death of Carthage, 30–31.
6. ↑  Charles-Picard and Picard, Life and Death of Carthage, 131–132.
7. ↑  Lancel, Carthage, 115.
8. ↑  Charles-Picard and Picard, Life and Death of Carthage, 132–133.
9. ↑  Warmington, Carthage, 117.
10. ↑  Warmington, Carthage, 115-116.
11. ↑  Warmington, Carthage, 119-120.
12. ↑  Warmington, Carthage, 120, 123.
13. ↑  Charles-Picard and Picard, Life and Death of Carthage, 198.
14. ↑  Cf, Warmington, Carthage, 119.